# شبکه خوزستان
شبکه خوزستان یکی از شبکه‌های تلویزیونی صدا و سیمای جمهوری اسلامی ایران است که در شهر اهواز و به دو زبان فارسی و عربی و همچنین به گویش بختیاری، فعالیت می‌کند. پخش برنامه‌های شبکه خوزستان با کیفیت HD و فرمت HEVC از طریق فرستنده‌های زمینی از بهمن ۱۴۰۳ آغاز شده‌است.

## تاریخچه

### آغاز
درحقیقت آغاز به کار مرکز صداوسیمای استان خوزستان در سال ۱۳۶۷ بوده است، اما بین سال‌های ۱۳۶۷ تا ۱۳۷۷ در حالت رشد و آمادگی برای پخش تصویری قرار داشت، و دارای فعالیت‌های قابل‌توجه زیر بود:
- تجهیز ساختمان مرکز،

- جذب و آموزش نیروی انسانی فنی و برنامه‌ساز،
- تهیه تجهیزات استودیویی و تولیدی،
- آماده‌سازی فرستنده‌های تلویزیونی زمینی و منطقه‌ای

اگرچه پخش تصویری انجام نمی‌شد، اما مرکز صداوسیمای خوزستان در این دوران چند فعالیت کلیدی داشت:
1- پخش رادیویی محلی:
رادیو اهواز، که از دهه ۱۳۳۰ خورشیدی فعال بود، در این دوره بسیار فعال‌تر شد. تولیدات آن به‌ویژه در زمینه‌های فرهنگی، خبری، مذهبی و بومی ادامه داشت.

2- آماده‌سازی تولیدات تلویزیونی با تجهیزات محدود:
گزارش‌هایی تهیه می‌شدند که از طریق شبکه‌های سراسری (مانند شبکه ۱ یا شبکه ۲) پخش می‌شدند. بخشی از آرشیوهای کنونی مربوط به همین دورهٔ پیش از پخش محلی هستند.

3- تولید محتوای بومی برای قوم‌های استان خوزستان:
با توجه به تنوع فرهنگی در خوزستان، محتواهایی به زبان‌های فارسی، عربی خوزستانی و گویش بختیاری تهیه می‌شد تا در آینده برای تلویزیون استفاده شوند. برخی از این برنامه‌ها برای شبکه‌های سراسری یا برای آرشیو مرکزی صداوسیما نیز ارسال می‌شدند.

### پخش تصویری و زنده از اهواز
در تاریخ ۱۱ آبان ۱۳۷۷، سیمای مرکز خوزستان افتتاح شد و به مدت ۱۰ ساعت در روز برنامه پخش می‌کرد که از این مقدار، ۴ ساعت تولید محلی و ۶ ساعت برنامه‌های تأمینی بود.
در این تاریخ:
- استودیوهای تصویری راه‌اندازی شدند.
- اخبار محلی با ساختار تلویزیونی آغاز شد.
- مجری‌ها و گویندگان محلی برای اولین بار در قاب تلویزیون ظاهر شدند.
- برنامه‌های تفریحی، فرهنگی، آیینی، گزارش‌های محلی و برنامه‌های کودک نیز به‌تدریج تولید شدند.

### پخش شبانه‌روزی
این برنامه‌ها به‌مرور زمان گسترش یافتند و از ۳ خرداد ۱۳۹۱ با پخش ۲۴ ساعته، تهیه‌ و پخش برنامه‌های جذاب و دیدنی را به شکل گسترده‌تر بر روی آنتن می‌برد.

## نقش صداوسیمای مرکز خوزستان
از همان ابتدا، شبکه خوزستان به تقویت همگرایی فرهنگی بین اقوام خوزستانی پرداخت. بخشی از برنامه‌ها با تمرکز بر:
- معرفی آداب‌ورسوم عرب‌ها، بختیاری‌ها، لرها، دزفولی‌ها و شوشتری‌ها
- پوشش مراسم‌های مذهبی و فرهنگی
- پخش موسیقی‌ها و سرودهای بومی